# Bernard Askańczyk
Bernard III (ur. ok. 1140, zm. w lutym 1212) – hrabia Anhaltu od 1170 i książę Saksonii od 1180 z dynastii askańskiej.

## Życiorys
Był jednym z młodszych synów Albrechta Niedźwiedzia, pierwszego margrabiego brandenburskiego. Po śmierci ojca otrzymał w podziale jego dziedzictwa między synów Aschersleben i Anhalt. Po upadku potężnego księcia saskiego Henryka Lwa w 1180 otrzymał wschodnią część jego posiadłości z tytułem księcia saskiego. Pozycja Bernarda nie była jednak zbyt silna: swoją niezależności starali się podkreślić co potężniejsi spośród jego wasali, m.in. hrabiowie Holsztynu, Schwerin i Ratzeburga czy miasto Lubeka. Poważnym zagrożeniem dla jego władzy był powrót z Anglii księcia Henryka Lwa w 1189, jednak zabiegi tego ostatniego o odzyskanie swych dawnych terytoriów zostały powstrzymane przez cesarza Henryka VI. Po śmierci tego ostatniego pojawiła się nawet kandydatura Bernarda na króla niemieckiego, ten jednak odmówił podjęcia takiej próby. Popierał natomiast Filipa Hohenstaufa, a po jego śmierci przeszedł do stronnictwa Ottona IV brunszwickiego. Mimo zachowania przez Bernarda władzy w Saksonii, jego starania o umocnienie władzy do końca życia przyniosły niewielki efekt. Bez skutków rywalizował z królami duńskimi o wpływy na terenach położonych nad dolną Łabą i w południowej części Półwyspu Jutlandzkiego.
Był żonaty z Judytą, córką księcia polskiego Mieszka III Starego. Miał z nią czterech synów i dwie córki, m.in. Henryka, późniejszego hrabiego Anhaltu (otrzymał go starszy syn, ponieważ utrzymanie w rękach przedstawicieli rodu Saksonii, stanowiącej teoretycznie bardziej wartościowe dziedzictwo, wciąż nie było pewne), i Albrechta, późniejszego księcia saskiego.